# Charlemagne Palestine

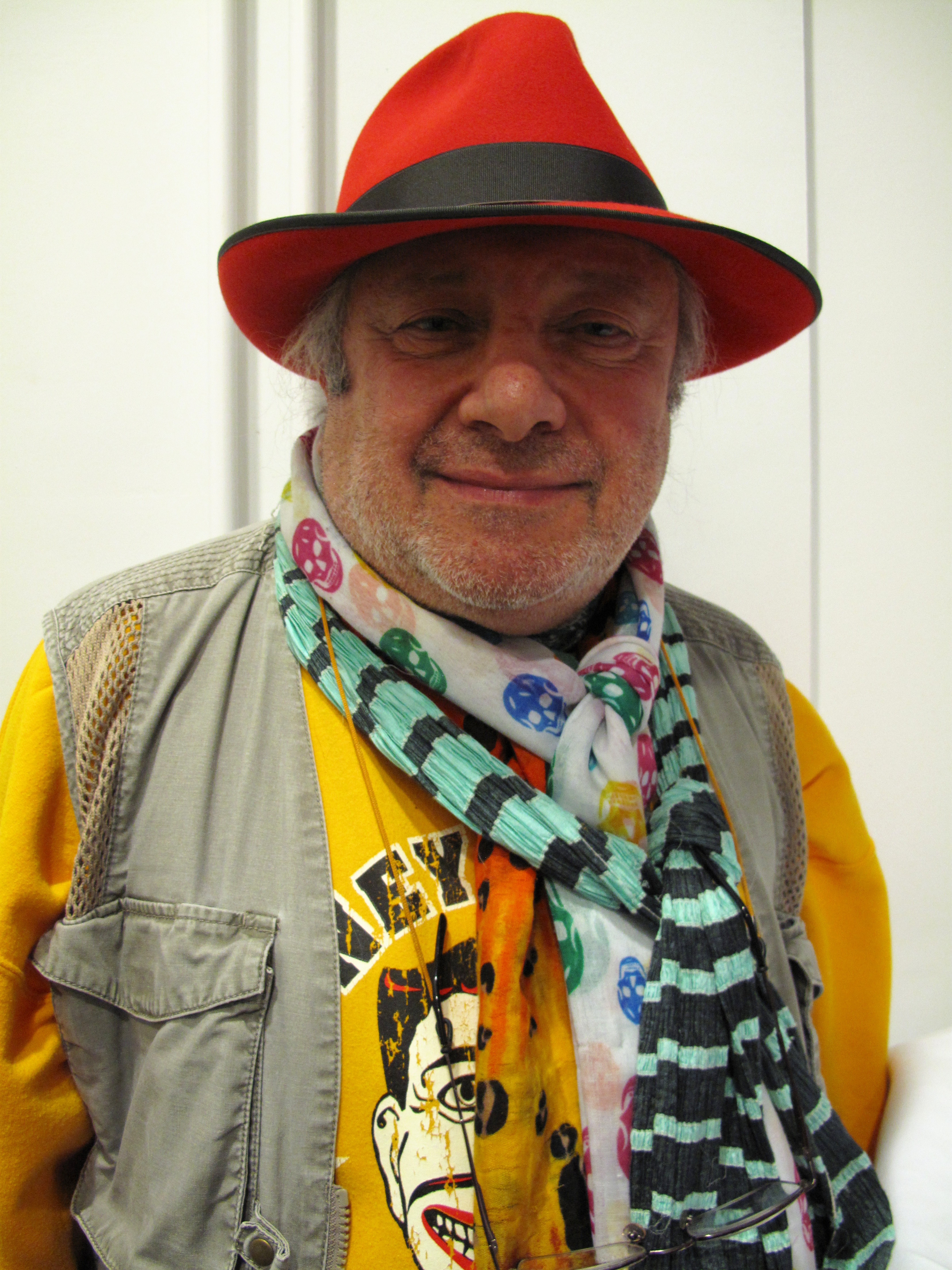
Charlemagne Palestine (2014)

Charlemagne Palestine (eigentlich Charles Martin; * 15. August 1945 oder 15. August 1947 in Brooklyn, New York) ist ein US-amerikanischer minimalistischer Komponist sowie Objekt- und Installationskünstler. Er zählt neben La Monte Young, Terry Riley und Philip Glass zu den Pionieren der Minimal Music. Sein bekanntestes Werk ist das Album Strumming Music (1974), auf dem er über 50 Minuten zwei verschiedene Noten in schnellem Wechsel spielt.

## Leben
Charles Martin wurde in New York als Sohn osteuropäischer Juden geboren und studierte an der New York University, Columbia University, am Mannes College of Music und am California Institute of the Arts.
Nach dem Tod seines Vaters trat er zunächst in Synagogen als Sänger und später in der Episkopalkirche St. Thomas’ Church auf der Fifth Avenue täglich am Carillon auf. Dort improvisierte er nach seinen Auftritten oft stundenlang. Bald machte er sich mit seinen Auftritten in der New Yorker Avantgarde-Szene einen Namen und Musiker und Künstler wie Tony Conrad, Moondog, La Monte Young oder John Cale besuchten die Kirche, um Palestines Improvisationen zuzuhören. 1974 veröffentlichte er sein bekanntestes Werk Strumming Music, in dem er etwa 50 Minuten zwei verschiedene Noten in schnellem Wechsel spielt. Palestine spielte das Stück auf einem Bösendorfer-Flügel mit dauerhaft gedrücktem Haltepedal, wodurch sich mit anschwellender Musik zunehmend Obertöne und selten vom Klavier erzeugte Klangfarben aufbauen. Nach einigen Alben produzierte er zunächst keine weiteren Musikstücke und wandte sich der Installationskunst zu.
Nachdem ab Mitte der 1990er Jahre Künstler wie Nick Cave oder Thurston Moore Palestine als wichtigen Einfluss benannten, wurden einige seiner Frühwerke wiederveröffentlicht. In der Folge erschienen weitere Solo-Alben und zahlreiche Kooperationen mit Künstlern wie Mika Vainio, Pita, Pan Sonic, David Coulter, Michael Gira, Jean Marie Mathoul, Tony Conrad, Perlonex, Keith Rowe, Terry Jennings, Robert Feldman, Rhys Chatham, Christoph Heemann, Simone Forti, Joachim Montessuis, Janek Schaefer und der NO!art-Künstlerin Mama Baer. Bei seinen Live-Shows umgab Palestine sich und sein Klavier oft mit zahlreichen Kuscheltieren, rauchte Nelkenzigaretten und trank dazu Cognac.
Nach einigen Jahren in Kalifornien, wo Palestine am California Institute of the Arts unterrichtete, lebt und arbeitet er heute im belgischen Brüssel.

## Diskografie (Auswahl)

### Alben
- 1974: Strumming Music (Shandar)
- 1974: Four Manifestations On Six Elements (Sonnabend Gallery)
- 1997: Mika Vainio, Pita & Charlemagne Palestine – Three Compositions For Machines (Staalplaat)
- 1998: 6 × 9 ± (Galerie Piltzer)
- 1998: Godbear (Barooni)
- 1999: Hommage à Faquir Pandit Pran Nath (A.D.L.M.)
- 1999: Jamaica Heinekens in Brooklyn (Barooni)
- 1999: Schlingen-Blängen (New World Records)
- 2000: TIT For TOOT To IAOOT To ANIT (tootpak)
- 2000: Alloy (Golden 1) (Alga Marghen)
- 2000: Holy 1 / Holy 2 / Holy 1+2 (Alga Marghen)
- 2000: Schlongo!!!daLUVdrone (Cortical Foundation)
- 2000: Continuous Sound Forms (Golden 2) (Alga Marghen)
- 2000: Karenina (Durtro)
- 2000: Pan Sonic & Charlemagne Palestine – Mort Aux Vaches (Mort Aux Vaches)
- 2001: Music For Big Ears (Staalplaat)
- 2002: Charlemagne at Sonnabend (Sonnabend Gallery)
- 2002: Palestine / Coulter / Mathoul – Maximin (Young God Records)
- 2002: Negative Sound Study (Alga Marghen)
- 2003: Old Souls Wearing New Cloths (Slowscan)
- 2003: March 7, 1975 (Alga Marghen)
- 2003: In-Mid-Air (Golden 3) (Alga Marghen)
- 2004: David Coulter / Michael Gira / Jean Marie Mathoul / Charlemagne Palestine – Gantse Mishpuchah (Fringes Recordings)
- 2006: The Golden Mean (Shiiin)
- 2006: Charlemagne Palestine, Tony Conrad – An Aural Symbiotic Mystery (Sub Rosa)
- 2006: Perlonex / Keith Rowe / Charlemagne Palestine – Tensions (Nexsound)
- 2007: The Apocalypse Will Blossom (Yesmissolga)
- 2007: A Sweet Quasimodo Between Black Vampire Butterflies For Maybeck (Cold Blue Music)
- 2008: Voice Studies (Alga Marghen)
- 2008: Sound 1 (Alga Marghen)
- 2008: Gol & Charlemagne Palestine – Pandamoniahbleeummm!!!!  (Planam)
- 2008: From Etudes To Cataclysms For The Doppio Borgato (Sub Rosa)
- 2008: Charlemagne Palestine, Terry Jennings, Tony Conrad, Robert Feldman, Rhys Chatham – Sharing A Sonority (Golden 4)  (Alga Marghen)
- 2009: Perlonex & Charlemagne Palestine – It Ain't Necessarily So (Zarek)
- 2009: Charlemagne Palestine & Christoph Heemann – Saiten In Flammen (Streamline)
- 2010: Charlemagne Palestine & Simone Forti – Illuminations (Alga Marghen)
- 2010: Strumming Music For Piano, Harpsichord And Strings Ensemble (Sub Rosa)
- 2010: Relationship Studies (Alga Marghen)
- 2011: Charlemagne Palestine + Joachim Montessuis – Voxorgachitectronumputer (Sub Rosa)
- 2012: Charlemagne Palestine & Janek Schaefer – Day Of The Demons (Desire Path Recordings)
- 2012: Two Electronic Sonorities (Alga Marghen)
- 2013: Charlemagne Palestine + Z'ev – Rubhitbangklanghear Rubhitbangklangear (Sub Rosa)
- 2014: Charlemagne Palestine + Rhys Chatham – Youuu + Mee = Weee (Sub Rosa)
- 2014: SchlingenCassettenBlängen (Close/Far)
- 2015: Ssingggg Sschlllingg Sshpppingg (Idiosyncratics)
- 2015: Charlemagne Palestine, Grumbling Fur Time Machine Orchestra – ggrrreeebbbaaammmnnnuuuccckkkaaaiiioooww!!! (Important Records)
- 2015: Organo Rinascimentale Non Temperato (I Dischi Di Angelica)
- 2015: Bells Studies (Alga Marghen)
- 2015: CharleBelllzzz At Saint Thomas (Alga Marghen)
- 2015: Charlemagne Palestine & Mama Baer/Franz Kamin – Fluxus (Psych.KG)
- 2015: Nothing to Tell, Only Listen (Megadisc Classics)
- 2015: Bells Studies (Alga Marghen)
- 2015: CharleBelllzzz At Saint Thomas (Alga Marghen)
- 2015: Organo Rinascimentale Non Temperato (I Dischi Di Angelica)
- 2015: Ssingggg Sschlllingg Sshpppingg (Idiosyncratics)
- 2016: Cathédrale De Strasbourg (Erratum)
- 2017: Charlemagne Palestine & Grumbling Fur Time Machine Orchestra – Omminggg and Schlomminggg  (Important Records)
- 2017: The Lower Depths (Alga Marghen)
- 2017: STTT THOMASSS ‘’’’’’‘’’DINGGGDONGGGDINGGGzzzzzzz ferrrr TONYYY’’’’’’’’  (Blank Forms Editions)
- 2017: Arpeggiated Bösendorfer + Falsetto Voice (Alga Marghen)
- 2018: Aa Sschmmeettrrrrroossppeeccccctivve (audioMER., Bozar, Brussels)
- 2018: Interrvallissphereee (Moog Recordings Library)
- 2018: Dingggdongggdinggg vs. Singggsonggsinggg (Matière Mémoire)
- 2018: Ttuunneesszz Duh Rruunneesszz (Moog Recordings Library)
- 2019: Charlemagne Palestine & Rrose – The Goldennn Meeenn + Sheeenn (Eaux)
- 2019: Charlemagne Palestine / Cassandra Miller – aaangelicaaa may 10th. 2015 (I Dischi Di Angelica)
- 2019: Trrmà and Charlemagne Palestine – Sssseegmmeentss Frrooom Baaari (Be Coq)
- 2020: Ffroggssichorddd (Staalplaat)
- 2020: Charlemagne Palestine, Mika Vainio, Eric Thielemans – P V T (Matière Mémoire)

## Werke
- Antonio Guzman (Herausgeber) und Charlemagne Palestine (Illustrator):  Sacred Bordello. Black Dog Publishing Ltd, April 2004, ISBN 978-1-901033-79-3